# クスマ・ワドハニ
クスマ・ワドハニ（Kusuma Wardhani、1964年2月20日 - 2023年11月12日）は、インドネシアの女子アーチェリー選手。南スラウェシ州マカッサル出身。
1988年ソウルオリンピックにてアーチェリー女子団体でリリー・ハンダヤニ、ナフィトリヤナ・サイマンとともに銀メダルを獲得した。